# جو سميث (سياسي)
جو سميث (بالإنجليزية: Joe Smith)‏ هو سياسي أمريكي، ولد في 1973 في مقاطعة سانت لويس في الولايات المتحدة. حزبياً، نشط في الحزب الجمهوري. وقد انتخب عضو مجلس نواب ولاية ميسوري.